# Kend (Einheit)
Der Kend oder Kind, auch Kint, ist eine äthiopische Längeneinheit, das äthiopische Pendant der Elle.
Der Kend wurde an der Länge des Unterarmes bis zur Daumenspitze festgemacht und mit rund 50 Zentimeter entsprach er der Elle. Die Längenangaben schwanken zwischen 45 und 50 Zentimeter. Die äthiopische Elle wurde im 20. Jahrhundert dem metrischen System angepasst.
- 1 Kend = 2 Sinscher = 0,457 Meter[2]
- 1 Kend = 50 Zentimeter

Madda war das größere Längenmaß in Äthiopien und man setzte
- 1 Madda = 10 Kend = 5,0 Meter

Die Maßkette war
- 1 Kend = 49/16 Sinzer/Sinscher = 49/8 Gat = 98/5 Tat[3]

Die Werte der Einzelmaße aus der Maßkette waren:
- 1 Kent = 49 Zentimeter
- 1 Sinzer = 16 Zentimeter
- 1 Gat = 8 Zentimeter
- 1 Tat = 2,5 Zentimeter

Hinweis: Tat nicht mit dem vietnamesischen Längenmaß That (14,63 Meter) verwechseln.